# بيتر ثيودور هولست
بيتر ثيودور هولست هو ضابط وسياسي نرويجي، ولد في 7 ديسمبر 1843 في تروندهايم في النرويج، وتوفي في 9 يناير 1908 في يوفيك في النرويج. نشط حزبياً في الحزب الليبرالي.

## مناصب
- انتخب County Governor of Oppland ‏ (1900 – 1908).
- انتخب عضو برلمان النرويج  [لغات أخرى]‏ عن دائرة  خلال فترته النيابية ‏ (1898 – 1900).
- انتخب عضو برلمان النرويج  [لغات أخرى]‏ عن دائرة  خلال فترته النيابية ‏ (1889 – 1891).
- انتخب نائب عضو برلمان النرويج  [لغات أخرى]‏ عن دائرة  خلال فترته النيابية ‏ (1883 – 1885).
- انتخب وزير الدفاع [الإنجليزية]‏ (17 فبراير 1898 – 6 نوفمبر 1900).
- انتخب وزير الدفاع [الإنجليزية]‏ (6 مارس 1891 – 2 مايو 1893).
- انتخب عضو برلمان النرويج  [لغات أخرى]‏ عن دائرة  خلال فترته النيابية ‏ (1895 – 1897).
- انتخب عضو برلمان النرويج  [لغات أخرى]‏ عن دائرة  خلال فترته النيابية ‏ (1886 – 1888).